# 大道寺直秀
大道寺直秀（1606年—1636年9月）是日本江戶時代的人物，父親是福島正則的養嗣子福島正之，母親為德川家康的養女滿天姫（松平康元第四女）。義兄為弘前藩第2代藩主津輕信枚、養父為大道寺直英（隼人）。別名有岩見直秀、大道寺岩見、津輕石見。
慶長3年（1598年），滿天姫與福島正則的養嗣子福島正之（正則姊夫別所重宗的七男）結成夫婦。但是在慶長12年（1607年）福島正之被正則以「近來有諸多亂行，應該是有狂疾」來向江戶幕府提出控訴，於是被幽閉處分。這個控訴是正則為了讓實子福島忠勝繼承福島家而捏造的事件。在慶長13年（1608年）3月（或5月）餓死。享年24歲。當時與妻子滿天姬之間有誕下的兒子，就是直秀。這個兒子在滿天姬返回娘家之際亦被帶回。滿天姬在後來嫁給津輕信枚，直秀成為信枚的義弟，後來成為津輕氏家臣大道寺直英的婿養子並改名為大道寺直秀。
1624年（寬永元年）福島正則病逝，在幕府的使者到達前，家人便將其屍體火葬，為此受到幕府追究，將剩餘的二萬石沒收，僅給予他的三子正利3112石，以旗本身份繼續為幕府效力。
1631年（寬永8年），津輕信枚逝世，母親滿天姬便改號葉縱院。大道寺直秀得知自己其實是福島正則之孫，而且福島家已從大名的地位被改成只是旗本武士而已，於是直秀心裡開始盤算要復興福島大名家，因此開始進行一連串的活動。葉縱院得知直秀有此企圖，知道直秀的活動會對幕府名聲有損害，而且還會傷害到津輕家，於是苦苦規勸直秀打消此意。但是直秀毫無收手之意，還想要前往江戶直接向幕府表達要再興福島家的意念。1636年（寬永13年），直秀在前往江戶前，前往葉縱院的住所問候拜訪，葉縱院向他敬酒，而直秀喝了酒之後突然感到非常痛苦，當場暴斃。這是因為大道寺直秀無法聽勸，葉縱院不得不忍痛毒殺直秀。